# Чесноковка (приток Оби)
Чесноковка — река в Алтайском крае России. Впадает справа в протоку Старая Обь в 21 км от её устья, которая впадает в Обь справа в 3380 км от устья.
Длина реки — 72 км, площадь водосборного бассейна — 377 км². Начинается на Бийско-Чумышской возвышенности, в 2 км к юго-юго-востоку от разъезда Загонный в Заринском районе. Течёт на юго-запад по территории Косихинского и Первомайского районов, пересекает город Новоалтайск. Впадает в протоку Старая Обь между Новоалтайском и Барнаулом.
В среднем течении реки создано Правдинское водохранилище.
Поверхность речного бассейна плоская, частично заболоченная, с присутствием холмов эолового происхождения. Ширина речной долины от 125 до 150 м в пределах города Новоалтайска и до 550 м при входе в пойму Оби. Ширина русла достигает 13—24 м.
Река протекает по территории Заобской правобережной лесолуговой и степной подпровинции Верхнеобской лесостепной провинции. Почвы долины Чесноковки лугово-болотные, местами желтовато-бурые суглинки и супеси; на облесенных участках почвы темно-серые, лесные. Распаханность водосбора реки довольно высокая, лесистость и заболоченность не превышают 20—22 %.

## Данные водного реестра
По данным Государственного водного реестра России относится к Верхнеобскому бассейновому округу, водохозяйственный участок реки — Обь от г. Барнаул до Новосибирского г/у без реки Чумыш, речной подбассейн реки — Обь до впадения Чулыма (без Томи). Речной бассейн реки — (Верхняя Обь до впадения Иртыша).
Код водного объекта — 13010200512115200001403.